# Fortificazione medievale

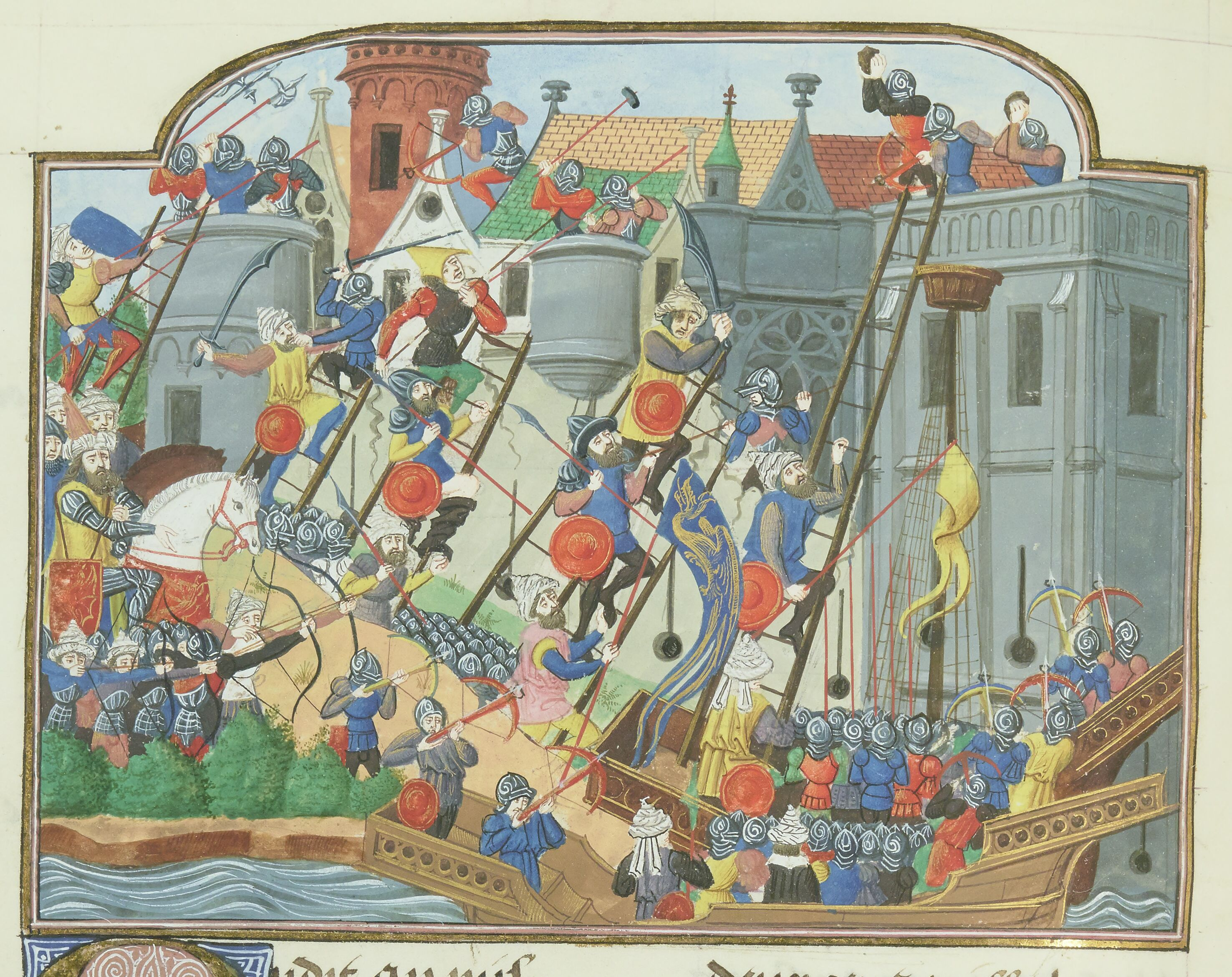
L'assedio di Costantinopoli

Lo sviluppo di fortificazioni medievali è l'aspetto della tecnologia medievale che si occupa dello sviluppo della costruzione delle fortificazioni e del loro uso in Europa, dalla caduta dell'Impero romano d'Occidente al Rinascimento. In questo millennio le fortezze modificarono la guerra medievale, che a sua volta portò all'uso di nuove tattiche, armi e armi d'assedio.

## Tipi di fortificazione

### Torri

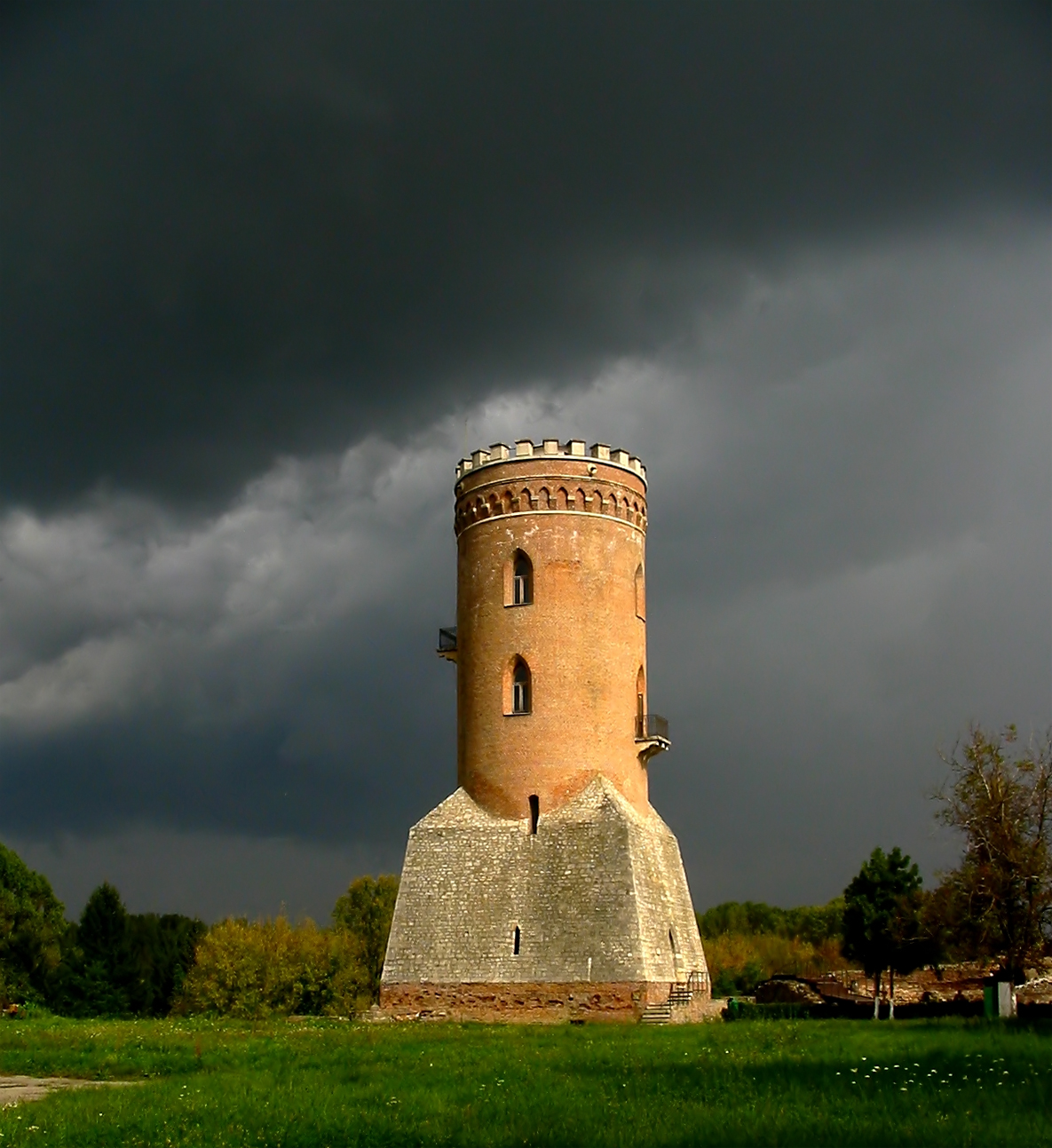
Torre Chindia, Târgoviște, Romania

Le torri dei castelli medievali erano solitamente fatte di pietra o, raramente, legno. Spesso, soprattutto nell'ultima parte di questo periodo, erano complete di merlature e feritoie. Le feritoie erano fessure verticali nelle mura da cui gli arcieri all'interno potevano sparare dardi verso gli assalitori, offrendo contemporaneamente loro riparo.

### Mura cittadine
Il tipo preciso di mura di una città medievale dipendeva dalle risorse disponibili per la loro costruzione, dal tipo di terreno e dai rischi che minacciavano l'abitato. In Europa settentrionale, all'inizio di questo periodo, erano probabilmente costruite in legno e si dimostravano sicure per la protezione da attacchi portati da piccoli gruppi. Soprattutto dove le pietre erano presenti in quantità, il legno venne sostituito dalle pietre aumentando la sicurezza. Questa cosa si vide ad esempio negli eventi dei Five Boroughs del Danelaw in Inghilterra.
In ogni caso, le mura avevano un pomerium interno ed esterno. Si trattava di una striscia di terra piatta subito dentro o fuori le mura. Il termine medievale deriva dal latino post murum, dietro le mura.
Un pomoerium esterno, libero da cespugli e abitazioni, offriva ai difensori una visuale libera di quello che accadeva all'esterno. Un pomerium interno garantiva un veloce accesso al muro di cortina facilitando i movimenti dalla guarnigione.

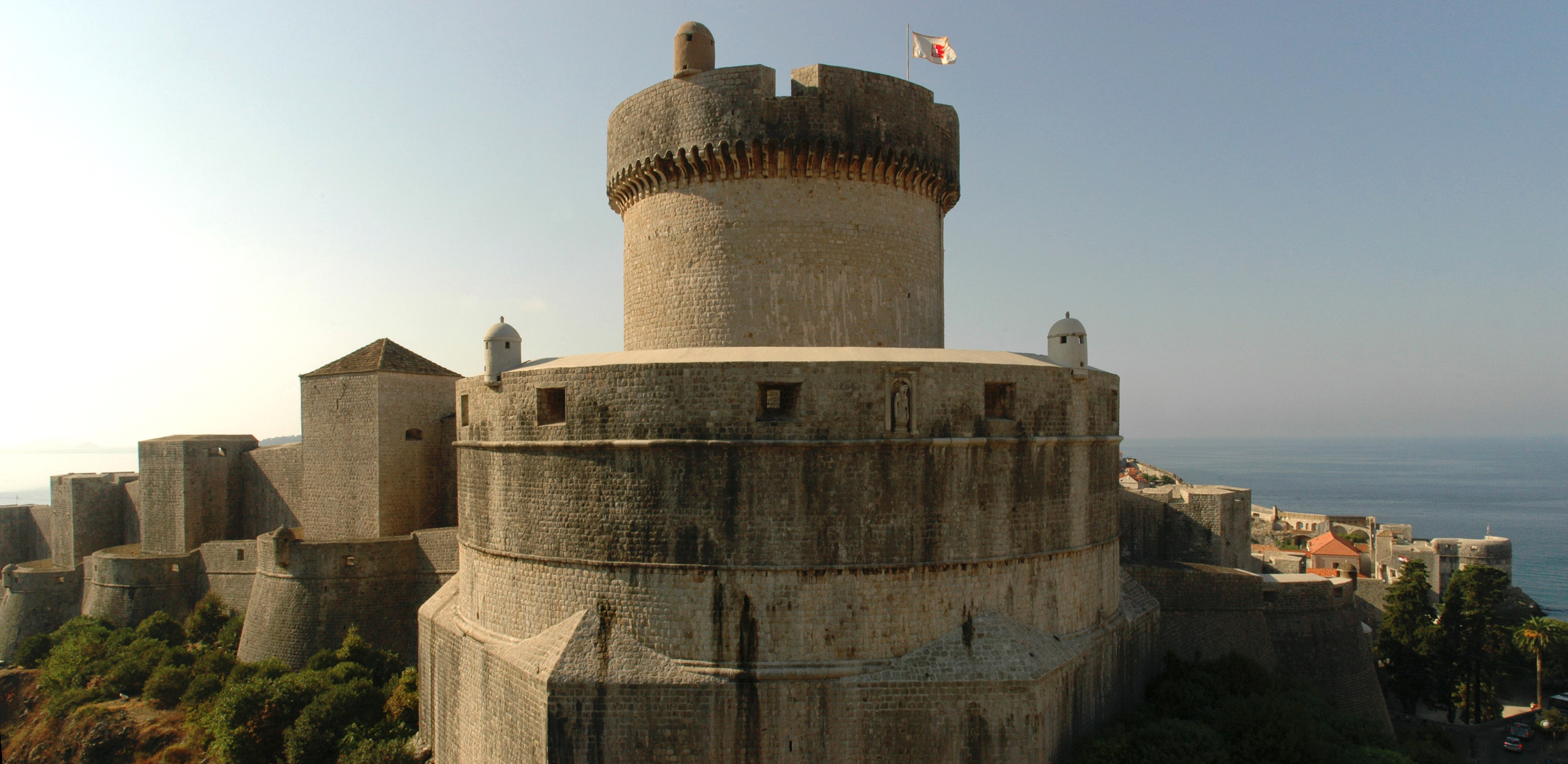
Mura di Dubrovnik, Croazia

Nello stesso periodo le mura medievali non erano più a prova di attacco di un esercito, non essendo concepite per resistere alle cannonate. Potevano essere ricostruiti come successo a Berwick-upon-Tweed o mantenute contro ladri o altre minacce minori. Schemi molto elaborati e complessi furono sviluppati nei Paesi Bassi ed in Francia, ma avvenne soprattutto in epoche post-medievali. Dal 1600 le mura medievali erano considerate più che altro come piattaforma per impiccagioni, ed il pomoerium come spalti per gli spettatori o come cava di pietre. Alcune mura, come quelle di Carcassonne e Ragusa (Croazia), sono rimaste in buono stato, tanto da permetterne il restauro completo.
Le mura non più adatte alla difesa furono in seguito sostituite dalla strategia della fortificazione alla moderna. Dopo l'invenzione delle granate anche le fortificazioni alla moderna divennero obsolete.

### Porti

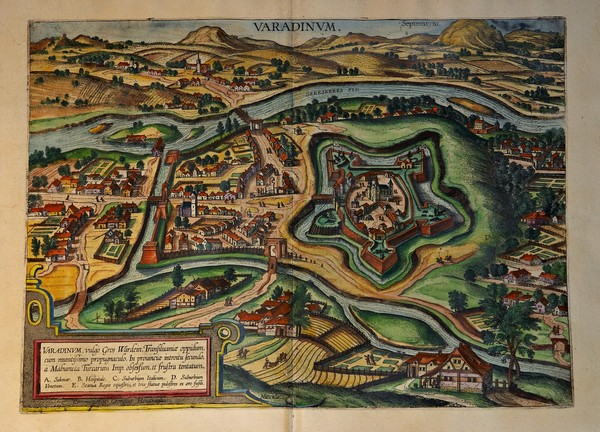
Fortezze di Oradea, Romania, in una stampa del 1617

I porti o altri accessi su acqua erano spesso necessari durante la costruzione delle fortezze medievali. Avere accesso diretto ad un corso d'acqua forniva un metodo di approvvigionamento in periodo di guerra, un altro metodo di trasporto in tempo di pace, e potenzialmente acqua potabile in caso di assedio. Il concetto di fiumi o porti all'interno delle mura fu usato soprattutto dagli inglesi in Galles.

### Chiese e monasteri
La religione era un aspetto fondamentale per la vita dei soldati medievali, e chiese, cappelle monasteri ed altri edifici religiosi erano spesso inseriti nelle mura, sia in modo temporaneo che permanente. La celebrazione di funzioni religiose era spesso di aiuto al morale delle truppe.

### Motte e bailey
Motte e bailey erano il principale tipo di castello nei secoli XI e XII. Una corte (chiamata bailey) era protetta da un fossato e da una palizzata (in legno resistente). Spesso l'entrata era protetta da un ponte levatoio o da una porta cittadina in legno. All'interno del bailey si trovavano edifici, negozi e cappelle.
Il motte era l'ultimo baluardo in questo genere di castelli. Si trattava di una collina in terra rialzata. La sua altezza variava da 5 a 10 metri. Veniva eretta una torre al centro del motte. In molti casi la torre era in legno, anche se alcune erano fatte di pietra. Quelle in pietra si trovavano soprattutto nelle colline naturali, dato che quelle artificiali non erano sufficientemente resistenti da sostenerle. I motte più grandi ospitavano torri con numerose stanze o un salone. Le più piccole erano semplici torri d'osservazione.

## Costruzione
La loro costruzione a volte richiedeva decenni. La striscia di castelli gallesi eretti da Edoardo I d'Inghilterra furono un'eccezione, dato che vi dedicò tutte le risorse disponibili per velocizzarne la costruzione.

### Materiali
I materiali usati furono differenti a seconda del periodo storico. Il legno venne usato fino al 1066. Questi castelli erano più economici e facili da costruire. L'uso del legno fu abbandonato dato che era facilmente infiammabile. L'uso delle pietre divenne subito più popolare.
I castelli in pietra richiedevano anni per la loro costruzione, a seconda della loro dimensione. Le pietre erano più resistenti e, ovviamente, più costose del legno. Molte pietre andavano raccolte a miglia di distanza. Con l'invenzione dei cannoni e della polvere da sparo i castelli persero presto la loro importanza.

### Costi
I costi per la costruzione delle mura dipendevano dal materiale utilizzato. Il legno era economico, ma troppo debole. Le pietre erano costose e richiedevano molto tempo. La pietra divenne subito popolare grazie alla sua resistenza.

### Forza lavoro
La forza lavoro in epoca medievale in Europa era composta soprattutto da schiavi e da lavoratori dei ceti più bassi. Gli schiavi provenivano dalle nazioni conquistate o dal commercio con altri stati. Lavoravano dalle 8 alle 12 ore al giorno, tranne (se erano stati convertiti) nei giorni festivi. Gli schiavi venivano pagati con alimenti vecchi e stantii. Gli altri lavoratori si trovavano solo un gradino sopra agli schiavi, pagati con alcune monete e cibi solo leggermente migliori.

### Mura
- Altezza: Variabile a seconda del castello
- Spessore: Solitamente dai 2,5 ai 6 metri

Le mura difensive erano solitamente coronate con merlature e parapetti che offrivano protezione ai difendenti.
- Caditoia: Le caditoie erano mensole sporgenti da mura e parapetti, da cui i difendenti potevano lanciare pietre o acqua bollente
- Mura interne e porte: I muri interni fungevano da ulteriore difesa nel caso che gli assalitori fossero riusciti a superare la prima cerchia di mura

### Porte cittadine

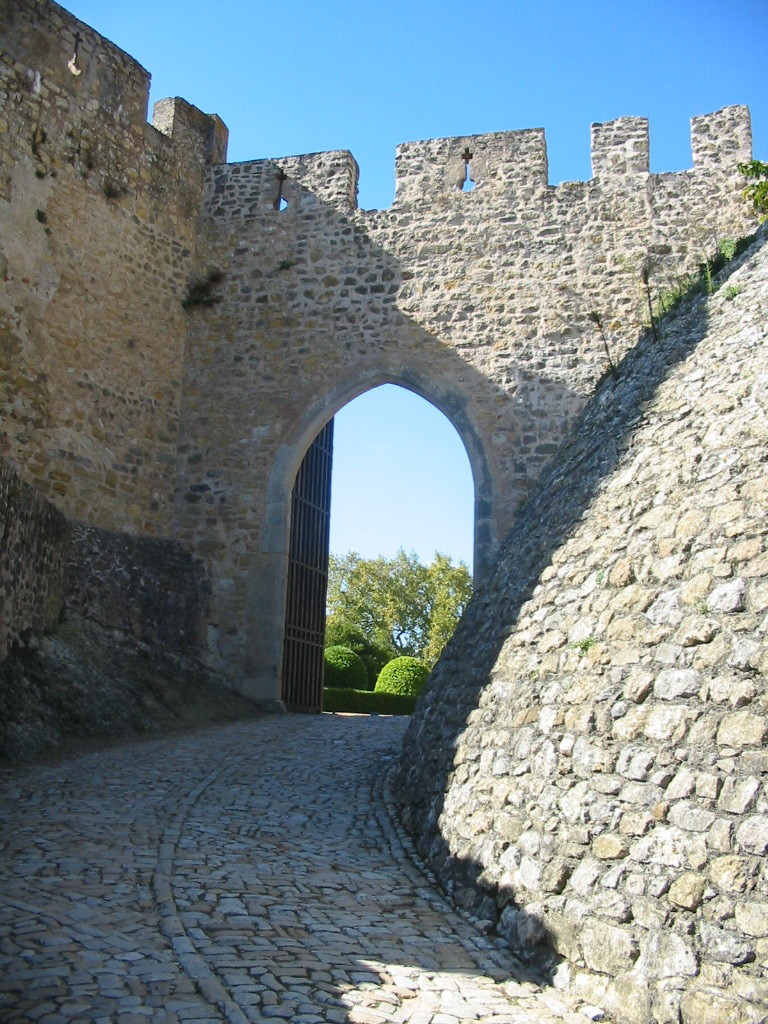
Porta del castello di Tomar, Portogallo

Un'apertura nelle mura causava problemi in caso di guerra, rappresentando un punto debole della protezione. Queste aperture dovevano permettere il passaggio dei rifornimenti, respingendo comunque il nemico. L'uso dei fossati era sufficiente in tempo di pace o durante un assedio, e piccole aperture non avrebbero compromesso la sicurezza del castello. Le porte apparvero con molti aspetti diversi, dai semplici blocchi in legno e pietra descritti da Avery nel suo "'Stoning and Fire' at hill fort entrances of southern Britain", ai massicci archi in pietra ed alle spesse porte in legno delle cittadelle medievali. Un altro tipo di accesso era il barbacane, un'entrata fortemente corazzata.

### Barbacani
Un barbacane era una porzione di terreno situata tra il muro esterno e quello interno, in modo che quando il primo fosse stato superato gli assalitori avrebbero dovuto correre in campo aperto sotto il fuoco dei difendenti. I difendenti posizionati sul muro interno potevano usare archi, balestre o semplicemente sassi.

### Fossati
L'uso del fossato era comune nei castelli medievali, ed il suo principale obiettivo (proprio come nell'antichità) era quello di rendere più difficoltoso l'attacco nemico. In molti casi corsi d'acqua naturali potevano venire convogliati nel fossato. Ammesso che il nemico non riuscisse a drenare il canale, questo forniva due tipi di difesa. Rendeva virtualmente impossibile l'accesso al muro di cortina. Mettere il castello su una piccola isola era un'ottima scelta difensiva, anche se il recupero di provviste e materiale edilizio sarebbe stato più costoso.

### Dongioni
Un dongione è una torre fortificata che normalmente svettava al centro di un castello. Spesso il dongione era la zona più protetta, per cui ospitava la residenza del nobile ed importanti magazzini quali armerie o tesorerie.

### Scale

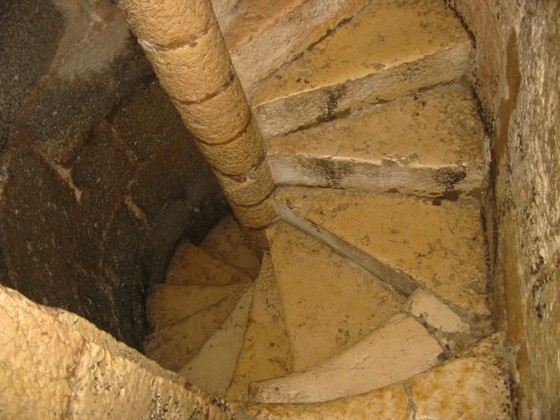

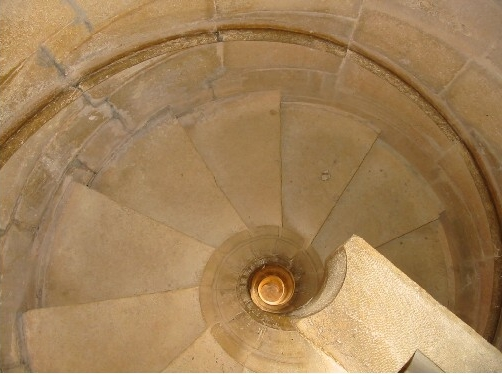

In questo periodo le scale interne delle fortificazioni erano costruite per permettere di salire in strutture cilindriche, e progettate per garantire un vantaggio ai difensori. L'obbiettivo era quello di posizionare i propri uomini al di sopra degli assalitori, che si supponevano essere al piano terra. Dato che molte persone sono destre, e che gli assalitori correvano verso l'alto, le scale erano costruite con un'elica sinistrorsa, obbligando gli assalitori a combattere con la propria spada verso il pilastro centrale, e quindi con movimenti più limitati.
Le scale ospitavano anche trabocchetti o gradini strani. Si trattava di gradini con altezza o lunghezza diversa rispetto agli altri, provocando la caduta di chi li percorreva correndo, rallentando la salita.

### Porte

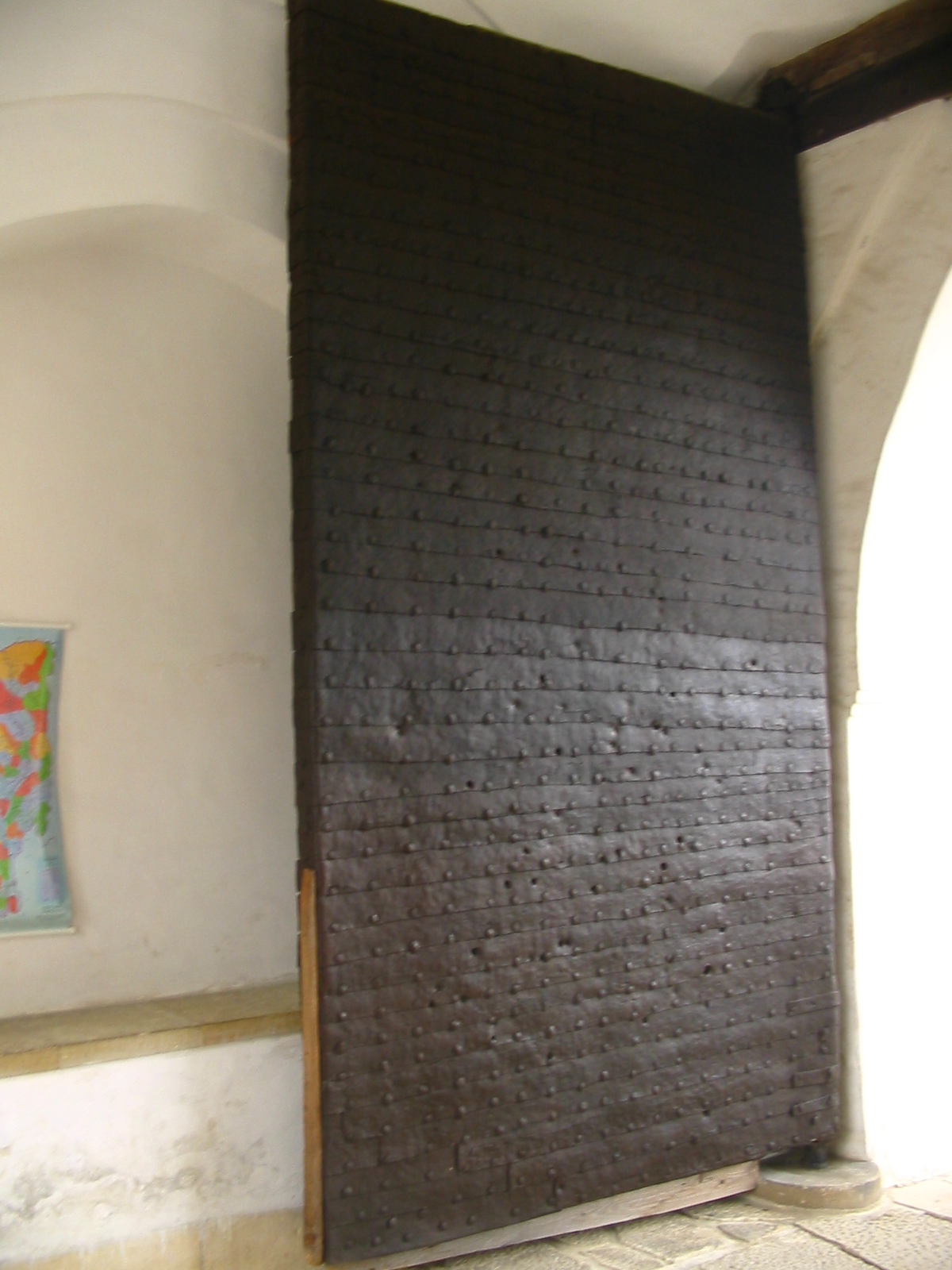
Porta rinforzata in legno

Le porte erano fatte con due strati di quercia. La nervatura del legno doveva essere verticale sul davanti, ed orizzontale dietro, come una fora semplificata di compensato. I due strati erano tenuti insieme da borchie in ferro.
Le borchie erano poste sul davanti, in modo da danneggiare le armi degli assalitori (spade, asce, ecc.) mentre questi tentavano di abbattere le porte.

## Distruzione delle fortezze
Con il potenziamento dei cannoni nei secoli XVI e XVII le mura medievali divennero obsolete essendo troppo sottili per opporsi a bombardamenti prolungati. Per questo motivo molte mura furono distrutti e le pietre (materiale prezioso) riutilizzate per la costruzione dei moderni baluardi. Lo spazio ottenuto si può notare ancora nei centri storici delle città moderne, dove le strade più larghe spesso rappresentano le vecchie mura (ad esempio a Praga e Firenze).

## Ostacoli difensivi
Come i moderni ingegneri militari coprono i campi di battaglia di ostacoli quali filo spinato, anche quelli medievali li utilizzavano.